# Serguéi Trofimenko
Serguéi Georgievich Trofimenko (en ruso: Серге́й Гео́ргиевич Трофиме́нко; Riovni, Imperio ruso, 29 de agostojul./ 10 de septiembre de 1899greg. Moscú, Unión Soviética, 16 de octubre de 1953) fue un oficial militar (coronel general) soviético, que combatió durante la guerra civil rusa y la Segunda Guerra Mundial.

## Biografía

### Infancia y juventud
Serguéi Trofimenko nació en 1899 en la pequeña localidad rural de Riovni en la gobernación de Oriol en lo que en esa época era el Imperio ruso (actualmente situado en el óblast de Briansk en Rusia) en el seno de una familia de clase trabajadora. Con la muerte de su padre quedó como cabeza de su numerosa familia formada por seis hermanos y hermanas. A los 10 años comenzó a trabajar en el depósito ferroviario de la estación de Briansk-2 como mensajero, limpiador de locomotoras y cerrajero. Se graduó en la escuela secundaria local y luego estudió durante dos años en una escuela ferroviaria.
Tomó parte activa en los eventos revolucionarios de 1917 en Briansk. Desde diciembre de 1918 trabajó en el Comité Revolucionario del Ferrocarril de Briansk, en mayo de 1919 fue secretario, luego miembro del colegio del departamento político ferroviario del distrito de Briansk y después miembro del comité provincial de Briansk del Komsomol. En 1918 se unió al Partido Comunista, en esa época conocido como Partido Obrero Socialdemócrata de Rusia (bolchevique), además fue miembro del Segundo Congreso de toda Rusia como representante del Komsomol. Al regresar del congreso, en octubre de 1919, se unió voluntariamente al Ejército Rojo.
Durante la posterior guerra civil, se desempeñó como soldado raso, líder de escuadrón, líder de pelotón y subjefe del pelotón de ametralladoras de la 41.ª División de Fusileros del 14.º Ejército. Luchó en el Sur, Sudoeste y en el Frente Occidental, combatió contra las Fuerzas Armadas del Sur de Rusia (VSYUR), el Ejército Popular de Ucrania y el Ejército Polaco.
Después de la guerra, en 1926, se graduó en los cursos de entrenamiento avanzado de Tiro y táctica para los comandantes del Ejército Rojo conocidos coloquialmente como «cursos Vystrel», en 1932, en la Academia Militar Frunze y en 1937 en la Academia Militar del Estado Mayor General del Ejército Rojo.
Después de septiembre de 1923, se desempeñó como jefe del equipo de ametralladoras y, desde febrero de 1924, como comisario militar del 132.° Regimiento de Fusileros de la 44.° División de Fusileros de Donetsk que estaba estacionado en el Distrito Militar de Ucrania. En septiembre de 1926, fue asignado como comandante de un batallón de infantería en el 7.º Regimiento del Cáucaso de la 45.ª División de Fusileros en el mismo distrito. En de mayo de 1932, ocupó el puesto de jefe de Estado Mayor de la 61.ª División de Fusileros del Distrito Militar del Volga, puesto en el que permaneció hasta diciembre de 1935,  cuando fue nombrado jefe del Estado Mayor (operativo) de ese mismo distrito; luego, en junio de 1937, ocupó el mismo puesto en el Distrito Militar de Kiev y en julio de 1938, fue asignado como jefe de Estado Mayor de las fuerzas del Grupo de Ejércitos Zhitomir; en septiembre de 1939, se formó el 5.° Ejército del Frente Ucraniano sobre la base de las tropas del Grupo de Ejércitos Zhitomir.
Al mando del 5.° Ejército participó en la invasión soviética de Polonia. Durante la guerra de Invierno, como parte del grupo del comandante Semión Timoshenko, llegó al istmo de Carelia y fue nombrado jefe Adjunto del Estado Mayor del 7.º Ejército, participó en la guerra en toda su duración. En agosto de 1940, fue nombrado jefe de Estado Mayor del Distrito Militar del Cáucaso Norte (SKVO) y, en enero de 1941, comandante del Distrito Militar de Asia Central (SAVO).

### Segunda Guerra Mundial
En junio de 1941, al inicio de la invasión alemana de la Unión Soviética, el general Trofimenko continuó al mando del distrito y al mismo tiempo, entre agosto y octubre de 1941, de las tropas del 53.° Ejército, desplegadas en base a las tropas de este distrito, con las que protegía la frontera estatal de la URSS en Asia Central.
Desde diciembre de 1941 hasta marzo de 1942, estuvo al mando de un grupo operativo de tropas en el área de Medvezhyegorsk en el Frente de Carelia. En mayo de 1942 fue nombrado comandante del 32.º Ejército, formado sobre la base del grupo operativo. En junio de 1942, fue ascendido al rango de teniente general y nombrado comandante del 7.º Ejército Independiente del Frente de Carelia, que defendía la línea entre los lagos Ladoga y Onega a lo largo del río Svir. Desde enero de 1943 hasta el final de la guerra, estuvo al mando del 27.º Ejército.
Durante el resto de la guerra las tropas bajo su mando participaron en batallas defensivas en la zona de Carelia, la operación ofensiva de Demiansk en 1943, la batalla de Kursk y la operación Bélgorod-Járkov y en la ofensiva del Dniéper-Cárpatos que supuso la liberación del oeste de Ucrania. También participó en la ofensiva de Jassy-Kishinev, batalla de Debrecen, en el sitio de Budapest, en la ofensiva del lago Balaton y en la ofensiva de Viena.

Avance de las tropas soviéticas en agosto de 1944, durante la ofensiva de Jassy-Kishinev, el 27.º Ejército de Trofimenko está situado al norte en el área de Iași

Durante la Segunda Ofensiva de Jassy-Kishinev como jefe del 27.° Ejército, efectuó un ataque en el área del Segundo Frente Ucraniano en la zona de Iași, rompiendo las defensas enemiga en profundidad y avanzando profundamente en la retaguardia del 6.º Ejército Panzer. Después de que Rumanía cambiara de bando el 23 de agosto de 1944, el ejército bajo su mando avanzó rápidamente hacia Rumanía, durante los primeros nueve días de lucha recorrieron unos trescientos kilómetros, mientras cortaba la retaguardia del Grupo de Ejércitos Ucrania Sur; durante el proceso ocupó las ciudades rumanas de Adjud, Focșani, Buzău y Ploiești.
El 13 de septiembre de 1944, mediante el decreto N.º 4262 del Presídium del Sóviet Supremo de la Unión Soviética, el teniente general Serguéi Trofimenko fue galardonado con el título de Héroe de la Unión Soviética, la Orden de Lenin y la medalla Estrella de Oro n.º 4262 «por el hábil mando y control de las tropas bajo su mando en la ofensiva de Jassy-Kishinev y el coraje y el heroísmo mostrados al mismo tiempo».

### Posguerra
Después de la guerra comandó las tropas de los distritos militares de Tbilisi (1945-1946), Bielorrusia (1946-1949) y Cáucaso Norte (1949-1953). En 1949 se graduó en los Cursos Académicos Superiores de la Academia Militar del Estado Mayor de las Fuerzas Armadas de la URSS. Además, fue diputado de las II y III Convocatorias del Sóviet Supremo de la Unión Soviética (1946-1950 y 1950-1954).
Trofimenko murió el 16 de octubre de 1953 en Moscú y fue enterrado en el cementerio Novodévichi de la capital moscovita.

## Promociones
- Kombrig (4 de noviembre de 1939)
- Komdiv (21 de marzo de 1940)
- Mayor general (4 de junio de 1940)
- Teniente general (13 de junio de 1942)
- Coronel general (13 de septiembre de 1944).[3]

## Condecoraciones
A lo largo de su carrera militar Serguéi Trofimenko fue galardonado con las siguientes condecoraciones:
- Héroe de la Unión Soviética (13 de septiembre de 1944);
- Orden de Lenin, cuatro veces (21 de marzo de 1940, 10 de enero de 1944, 13 de septiembre de 1944 y 21 de febrero de 1945);
- Orden de la Bandera Roja, tres veces (27 de agosto de 1943, 3 de noviembre de 1944 y 15 de noviembre de 1950);
- Orden de Suvórov de 1.er grado, dos veces (17 de mayo de 1944 y 28 de abril de 1945);
- Orden de Kutúzov de 1.er grado (9 de abril de 1943);
- Orden de Bohdán Jmelnitski de 1.er grado (24 de abril de 1944);
- Medalla por la Victoria sobre Alemania en la Gran Guerra Patria 1941-1945
- Medalla por la Conquista de Budapest;
- Medalla del 20.º Aniversario del Ejército Rojo de Obreros y Campesinos (1938)
- Medalla del 30.º Aniversario de las Fuerzas Armadas de la URSS
- Comandante de la Legión al Mérito (Estados Unidos)

Además, una calle en Briansk lleva su nombre y se instaló una placa conmemorativa en el edificio del depósito de locomotoras Briansk-2 donde trabajó en su niñez.